# 연합 신경 세포

날아다니는 메뚜기의 연합 뉴런이 바람에 대한 감각 정보를 통합하여 날개의 운동 뉴런을 통제하는 모습을 그린 그림.

연합 신경 세포(영어: interneuron) 또는 사이 신경 세포는 뇌의 서로 다른 두 영역을 연결하는 신경 세포이다. 즉, 감각 신경 세포나 운동 신경 세포가 아닌 신경 세포이다. 감각 뉴런은 감각 기관이 받아들인 자극을 연합 뉴런으로 전달하는데, 연합 뉴런은 이 자극을 통합하고 판단하여 운동 뉴런에 적절한 명령을 내린다. 연합 신경 세포는 중추신경계에 포함된다. 연합 신경 세포는 반사, 신경 진동, 포유류 성체 뇌에서의 신경발생에 핵심적인 역할을 한다.
사람 뇌의 80% 정도를 차지하는 신피질 신경세포 중에서 20 ~ 30%가 연합 뉴런이다.

## 같이 보기
- 다극신경세포